# Juan Antonio Bardem

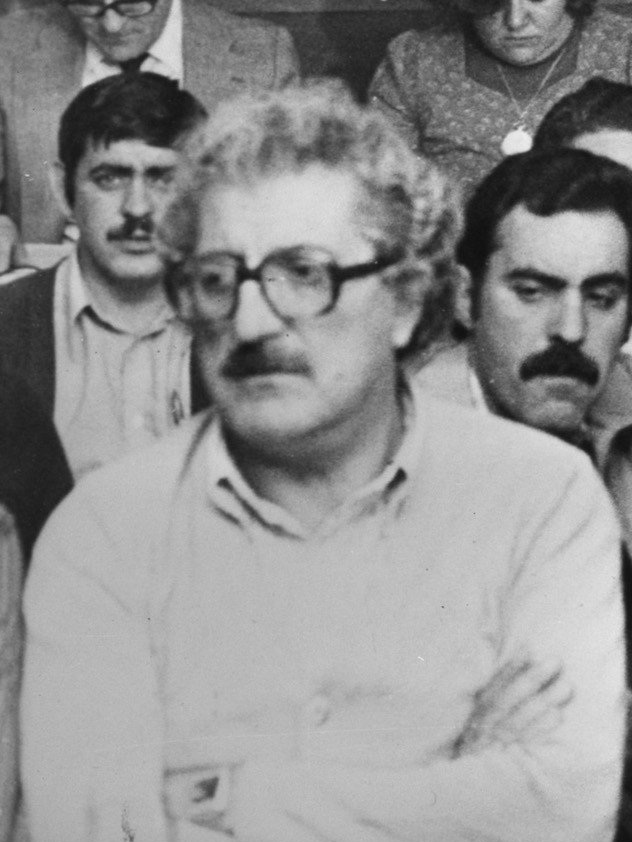
Juan Antonio Bardem im Jahr 1977

Juan Antonio Bardem Muñoz (* 2. Juni 1922 in Madrid; † 30. Oktober 2002 ebenda) war ein spanischer Filmregisseur und Drehbuchautor.

## Leben
Juan Antonio Bardem war der Sohn des Schauspielerehepaares Rafael Bardem und Matilde Muñoz Sampedro. Er studierte zunächst Agrarwissenschaften, begann aber in der zweiten Hälfte der 1940er Jahre, kurze Dokumentarfilme zu drehen. 1953 gründete er das linksgerichtete Filmmagazin Objetivo.
Seit 1943 war er Mitglied der Kommunistischen Partei Spaniens.
In den 1950er Jahren zählte Bardem zu den wichtigsten spanischen Regisseuren. Mit den Filmen Der Tod eines Radfahrers und Hauptstraße gewann er den FIPRESCI-Preis, Die Rache wurde für den Oscar als Bester fremdsprachiger Film nominiert. Wegen seiner offenen Opposition gegen das Franco-Regime wurde Bardem wiederholt verhaftet, seine Filme wurden mit Aufführungsverboten belegt. Auf einem Kongress in Salamanca 1955 formulierte Bardem, das spanische Kino sei „politisch wirkungslos, in sozialen Themen unaufrichtig, intellektuell wertlos, in ästhetischer Hinsicht nicht existent“ und lege „kein Zeugnis von unserer Zeit ab“.
Für seinen Film Die Mahnung, eine als Koproduktion zwischen Bulgarien, DDR und Sowjetunion realisierte Filmbiografie des bulgarischen Kommunisten Georgi Dimitrow, erhielt er 1982 den Großen Spezialpreis der Jury auf dem XXIII. Internationalen Filmfestival Karlovy Vary.
Juan Antonio Bardem ist der Vater des Regisseurs Miguel Bardem und Onkel des Schauspielers Javier Bardem.

## Filme (Auswahl)
- 1952: Willkommen, Mr. Marshall (Bienvenido Mister Marshall) – nur Drehbuch
- 1953: Esa pareja feliz (zusammen mit Luis García Berlanga)
- 1955: Der Tod eines Radfahrers (Muerte de un ciclista)
- 1955: Der große Verführer (Don Juan) – nur Drehbuch
- 1956: Hauptstraße (Calle Mayor)
- 1958: Die Rache (La venganza)
- 1958: Verbotener Strand (Playa prohibida) – nur Drehbuch
- 1960: Brot und Blut (A las cinco de la tarde)
- 1963: Wer spricht von Schuld (Los inocentes)
- 1963: Eine Frau ging vorbei (Nunca pasa nada)
- 1965: Die Versuchung heißt Jenny (Los pianos mecánicos)
- 1973: Herrscher einer versunkenen Welt (La isla misteriosa)
- 1973: Maske des Grauens (La corrupción de Chris Miller)
- 1977: Ein langes Wochenende (El puente)
- 1979: Sieben Tage im Januar (Siete días de enero)
- 1982: Die Mahnung (Предупреждението)
- 1987: Federico Garcia Lorca – Der Tod eines Dichters (Lorca, muerte de un poeta) (TV)
- 1992: El joven Picasso (TV)